# Kambodża na Letnich Igrzyskach Olimpijskich 1956
Kambodżę na Letnich Igrzyskach Olimpijskich 1956 reprezentowało dwóch zawodników. Był to pierwszy start reprezentacji Kambodży na letnich igrzyskach olimpijskich. Kambodża nie wysłała żadnych olimpijczyków do Melbourne, lecz do Sztokholmu, gdzie odbywały się olimpijskie zawody jeździeckie.

## Skład kadry

### Jeździectwo
Mężczyźni
- Saing Pen – skoki przez przeszkody – niesklasyfikowany
- Isoup Ganthy – skoki przez przeszkody – niesklasyfikowany